# L’Hôpital-du-Grosbois
L’Hôpital-du-Grosbois település Franciaországban, Doubs megyében. Lakosainak száma 605 fő (2022. január 1.). L’Hôpital-du-Grosbois Naisey-les-Granges, Trépot és Étalans községekkel határos.

## Népesség
A település népességének változása:
| Lakosok száma | 257  | 349  | 349  | 488  | 565  | 586  | 598  | 593  | 590  | 605  |
|               | 1968 | 1982 | 1990 | 2006 | 2013 | 2015 | 2017 | 2019 | 2020 | 2022 |